# 1851 au théâtre
| Années du théâtre : 1848 - 1849 - 1850 - 1851 - 1852 - 1853 - 1854    |
| Décennies du théâtre : 1820 - 1830 - 1840 - 1850 - 1860 - 1870 - 1880 |

## Pièces de théâtre représentées
- 14 juin : Les Caprices de Marianne, comédie d'Alfred de Musset, Paris, Comédie-Française.
- 14 octobre : Les Filles de l'Air, folie-vaudeville des Frères Cogniard et Théodore Nézel, Paris, théâtre des Variétés.

## Naissances
- 23 août : Alois Jirásek, dramaturge et romancier tchèque, mort le 12 mars 1930.

## Décès
- 15 février : Théodore Leclercq, dramaturge français, mort le 1er avril 1777.
- 29 juillet : Emmanuel Dupaty, auteur dramatique français, né le 30 juillet 1776.
- 22 septembre : Simon Pierre Moëssard, acteur français, régisseur général du Théâtre de la Porte Saint-Martin à Paris, né le 13 mai 1781.